# Глазгоу (Кентаки)
Глазгоу (енгл. Glasgow) град је у америчкој савезној држави Кентаки.

## Демографија
По попису из 2010. године број становника је 14.028, што је 1.009 (7,8%) становника више него 2000. године.
| Група             | 2000.          | 2010.          |
| Белци             | 11.493 (88,3%) | 11.851 (84,5%) |
| Афроамериканци    | 1.074 (8,2%)   | 1.120 (8,0%)   |
| Азијати           | 104 (0,8%)     | 106 (0,8%)     |
| Хиспаноамериканци | 186 (1,4%)     | 610 (4,3%)     |
| Укупно            | 13.019         | 14.028         |